# 1919 en dadaïsme et surréalisme
Pour l'année, voir 1919.
 Chronologie de dada et du surréalisme 
- 1915
- 1916
- 1917
- 1918
- 1919
- 1920
- 1921
- 1922
- 1923

Cet article présente les faits marquants de l'année 1919 en dadaïsme et surréalisme.

## Éphémérides

### Janvier
- 6 janvier
Jacques Vaché et un camarade de régiment sont retrouvés morts dans une chambre d'hôtel à Nantes, probablement d'une overdose d'opium[1].

- 16 janvier
À Zurich, Tristan Tzara prononce une conférence sur l'art abstrait en s'appuyant, entre autres, de onze compositions de Francis Picabia[2].

- 19 janvier
À la suite de l’élection de la nouvelle Assemblée constituante en Allemagne, Johannes Baader envoie à Friedrich Ebert, président du Reich, un télégramme : « Demande audience immédiate au président du Reich par intérim – stop – destin Allemagne en jeu – stop - prévoir SVP café et cigares »[3].

- 22 janvier
Après avoir appris la mort de Vaché, André Breton écrit à Tzara dont il vient de découvrir le « prodigieux »[4] Manifeste Dada 3 : « Je ne savais plus de qui attendre le courage que vous montrez. C'est vers vous que se tournent aujourd'hui tous mes regards. »[5].

- Le même jour, Picabia rejoint le groupe Dada à Zurich. Il y reste jusqu'au 8 février[6].

### Février
- 5 février
André Breton annonce à Louis Aragon le projet d'une revue mensuelle intitulée Le Nouveau Monde avec, outre eux-mêmes, la collaboration de Philippe Soupault[7].

- 18 février
À propos de la revue en préparation, Breton écrit à Tristan Tzara : « À une ou deux exceptions près, je pense que tous nos collaborateurs incarnent à un degré quelconque cet esprit nouveau pour lequel nous luttons. »[8]

- À Berlin, publication du manifeste Dada contre Weimar[9].

- Les éditions Malik publient, sous la forme d'un tabloïd, Jedermann sein eigner Fussball (À chacun son football) qui vaudra à John Heartfield deux semaines de prison[10].

### Mars
- 6 mars
Dans une lettre de refus de publier un poème dans la revue Dada, Tristan Tzara s'explique : « Il s'agit dans Dada d'indiquer et de consolider une mentalité moderne, peut-être passagère. Je suis persuadé que pas toutes les choses publiées là-dedans resteront comme valeurs littéraires. Mais je trouve (pour le moment) le document vécu, plus intense. »[11]

- 8 mars
Par l'intermédiaire de Jean Paulhan, Paul Eluard rencontre André Breton[12].

- 10 mars
Francis Picabia revient à Paris[13].

- 19 mars
Parution du premier numéro de la revue Littérature créée et dirigée par Louis Aragon, Breton et Philippe Soupault qui en assure la grande partie du financement. Le titre a été suggéré par Paul Valéry en référence au dernier vers de L'Art poétique de Paul Verlaine : « Et tout le reste est littérature. »
Au sommaire de ce premier numéro : Aragon, Breton, André Gide, Max Jacob, Paulhan, Pierre Reverdy, Valéry[12].

- 27 mars
Georges Ribemont-Dessaignes, Le Serin muet, création dramatique au cours d'une soirée Dada[14].

- Paul Dermée, Beautés de 1918. Légende lyrique, couverture et vignettes de Juan Gris, éditions L'Esprit nouveau à Paris[15].

### Avril
- 4 avril
Lettre d'André Breton à Tristan Tzara : « Tuer l'art est ce qui me paraît le plus urgent. »[16]

- 9 avril
Dernière soirée Dada à Zurich. Suzanne Perrottet joue des pièces d'Arnold Schoenberg, Cyril Scott, et Erik Satie. Hans Heusser joue ses propres pièces. Walter Serner lit un manifeste (Letzte Lockerung: Manifest Dada)[17].

- 15 avril
Breton achève de copier l'unique exemplaire disponible à la Bibliothèque nationale des Poésies de Lautréamont[12]. Le projet de les publier provoque un début de rupture entre Breton et quelques uns de ses amis : « Dans les Poésies, bien autre chose que le romantisme est en jeu […] Il y va de toute la question du langage […] Le besoin de prouver constamment par l'absurde ne peut être pris pour un signe de déraison. »

- 17 avril
Breton envoie à Louis Aragon son premier poème-collage, Une maison peu solide[12].

- 28 avril
Première exposition Dada à Berlin. Jefim Golyscheff présente une œuvre plastique avec des jouets d’enfant et un collage dense composé de coupures de presse. Raoul Hausmann : « Il apporta des choses que l’on avait jamais vue auparavant : des boîtes de conserve, des petits flacons, des bouts de bois, des peluches, des touffes de cheveux ; un invraisemblable spectacle optique ; avant cela il n’y avait jamais eu une telle représentation »[18].

- 30 avril
Golyscheff fait exécuter son Antisymphonie par une jeune fille vêtue de blanc jouant des crécelles, Hannah Höch tapant sur des couvercles de casseroles et lui-même au piano. Œuvre en trois parties : a) l’injonction provocante, b) la cavité buccale chaotique, c) le super Fa pliable[19].
Hausmann récite des poèmes phonétiques Seelenautomobile (Automobiles d'âmes)[20].

- Francis Picabia, Pensées sans langage, poèmes, éditeur E. Figuière à Paris[21].

### Mai
- 1er mai
André Breton, Corset mystère, poème-collage constitué de phrases découpées dans leurs typographies disparates à partir d'une réclame publiée dans un journal[22].

- 4 mai
Tristan Tzara se brouille avec Marcel Janco en raison que ce dernier apporte sa signature et son soutien au manifeste Das Neuen Leben (La Vie Nouvelle) dont il critique « l'idéaliste modernité »[23].

- 19 mai
Publication à Zurich de l' Anthologie Dada 4-5 avec :
  - Le Mouvement Dada, dessin organigramme de Francis Picabia,
  - Letzte Lockerung (Dernière décontraction), manifeste de Walter Serner[24].

- Démobilisation de Paul Eluard[25].

- Céline Arnauld, Tournevire, roman, édition L'Esprit nouveau, illustrations Henri Laurens[15].

### Juin
- 10 juin
André Breton, Mont de piété, recueil de poèmes écrits entre 1913 et 1918[26] et publiés grâce au concours de René Hilsum[27], fondateur de la librairie et maison d'édition Au Sans Pareil (achevé d'imprimé le 10 juin)[12]. En remerciement d'un envoi, Paul Valéry répond à Breton : « M. V. est étonnamment content de votre volume, qui l'eût dit ? »[28]

- Retour de Louis Aragon à Paris : « J'arrivai au milieu de quelque chose qui n'avait pas plus de visage que de nom. »[29]

- Breton montre à Aragon le manuscrit des Champs magnétiques écrit avec Philippe Soupault : « des phrases de réveil, qui ont le caractère de phrases dictées par on ne sait qui, dont le dormeur n'a pas le sentiment d'être responsable. »[réf. nécessaire]

- Publication à Berlin de la revue Der Dada dirigée par Raoul Hausmann[30]. Il y parait le manifeste Was ist der Dadaismus und was will er in Deutschland ? (Qu'est-ce que le dadaïsme et que veut-il en Allemagne ?) signé par Haussmann, Richard Huelsenbeck et Jefim Golyscheff au nom du Conseil central révolutionnaire dadaïste groupe allemand[31].

- Exposition des premières œuvres Merz de Kurt Schwitters à Hanovre[32] : « Le mot Merz désigne fondamentalement le rassemblement de tous les matériaux concevables à des fins artistiques, et, techniquement, le principe de l'égale valeur de chaque matériau. »[33]

- La revue Littérature publie un poème inédit d'Arthur Rimbaud Les Mains de Jeanne-Marie, témoignage de l'admiration du poète envers la Commune de Paris de 1871. Ce poème a été acquis par Soupault à Paterne Berrichon[34].

### Juillet
- 1er juillet
André Breton est reçu à l'examen de médecin auxiliaire[35].

- 29 juillet
Lettre de Breton à Tristan Tzara : « Si je vous ai envoyé Mont de piété, c'est uniquement qu'il en coûtait à mon orgueil. Vous ne devez pas aimer ce recueil. Attendez, voulez-vous, pour me juger, la parution en septembre des Champs magnétiques, une centaine de pages proses et vers que je viens d'écrire en collaboration avec Philippe Soupault […] Rien n'est mieux fait pour m'être agréable que ce que vous dites de Littérature comme tentative de démoralisation ascendante. »[36]

- Dans la revue Der Sturm, Kurt Schwitters définit le mot Merz : « En substance, le mot Merz signifie l'assemblage à des fins artistiques de tous les matériaux imaginables et, par principe, l'égalité de chacun de ces matériaux sur le plan technique. »[37]

### Août
- 10 août
Publication posthume des Lettres de guerre de Jacques Vaché éditées Au Sans Pareil avec une préface d'André Breton[38].

- 30 août
Philippe Soupault, Rose des vents illustré par Marc Chagall[39].

- Francis Picabia, Pensées sans langage, poèmes parus aux éditions Figuière

### Septembre
- 1er septembre
Publication dans Littérature du poème Usine d'André Breton, première expérience d'écriture automatique.
Après sa réussite à l'examen, il est affecté au nouveau centre d'aviation d'Orly (act. Essonnes)[40]. Il s'installe à l'Hôtel des Grands Hommes, près du Panthéon (Paris, 5e arrondissement) et commence une relation amoureuse avec Georgina Dubreuil[41].

- 1er septembre
La Nouvelle Revue française publie un texte anonyme contre Tristan Tzara : « Il est fâcheux que Paris semble faire accueil à des sornettes de cette espèce qui nous reviennent directement de Berlin. » Le groupe parisien réagit contre l'injure « tendant au moyen de ragots empruntés à la presse allemande à renouveler contre nos amis du mouvement Dada la manœuvre inqualifiable que le cubisme[42] a mis dix ans à déjouer. » Jean Cocteau parlera de « rappel à l'ordre »[43].

- 5 septembre
Breton envoie l'entrefilet de la NRF à Tzara : « Ma lassitude littéraire est toujours aussi grande, je ne puis guère souffrir les propos de cet ordre. L'optimisme incurable d'Aragon m'était devenu ces derniers temps insupportable (et j'aime trop Aragon pour le lui avouer). »[44]

- 20 septembre
Breton et Georgina partent quelques jours en Bretagne. Dans la chapelle de Roscrudon, Breton souffle des cierges : « De quoi vais-je bien pouvoir payer ce geste ! »[45]

- 29 septembre
Tzara est arrêté par la police de Zurich et sa chambre d'hôtel est perquisitionnée. Les policiers n'y trouvent rien de suspect sauf qu'il publie la revue Dada et qu'il ne s'occupe nullement de politique[46].

- Les dadas parisiens prennent l'habitude quotidienne de se retrouver en fin de journée au bar Le Certa, passage de l'Opéra[47].

### Octobre
- 1er octobre
S'inspirant de la réponse de Tristan Tzara, André Breton propose à de nombreux écrivains de répondre à la question : « Pourquoi écrivez-vous ? » et de publier les réponses dans Littérature[48].

- 7 octobre
Réponse de Tzara à Jacques Rivière, directeur de la NRF : « Si l'on écrit, ce n'est qu'un refuge : de tout point de vue. Je n'écris pas par métier. Je serais devenu un aventurier à grande allure et aux gestes fins si j'avais eu la force physique et la résistance nerveuse pour réaliser ce seul exploit : ne pas m'ennuyer. »[49]

- Publication de fragments des Champs magnétiques de Breton & Philippe Soupault dans Littérature[50].

- Publication dans Littérature d'un texte de cinq pages écrites entre 1903 et 1904 par Louis Aragon[51].

- À cause d'un article de Paul Eluard intitulé Matinée de Paul-Claude L qu'elle juge irrespectueux envers Paul Claudel, Adrienne Monnier refuse de poursuivre la diffusion de Littérature dans sa librairie[52].

### Novembre
- Paul Dermée, Films, contes, soliloques, duodrames, couverture et deux hors-textes de Léopold Survage, éditions L'Esprit nouveau à Paris[15].

- À Berlin, parution du premier numéro de la revue Der Blutige Ernst (Terriblement sérieux) créée par Carl Einstein et George Grosz[53].

- Parution à Zurich, de l'unique numéro de la revue Der Zeltweg qui est l'ultime publication Dada dans cette ville[54].

### Décembre
- 5 décembre
Un acte nécessaire, protestation contre l'arrestation de Filippo Tommaso Marinetti écrit par André Breton, Philippe Soupault et Giuseppe Ungaretti, publiée dans le quotidien L'Intransigeant[55].

- 19 décembre
Louis Aragon, Feu de joie, recueil de poèmes édité au Au Sans Pareil avec frontispice de Pablo Picasso[56]

- Walter Serner envoie à plusieurs journaux des articles sur un Congrès mondial Dada (Erste Dada Weltkongress) totalement fictif auquel aurait participé le musicien Igor Stravinsky et le sculpteur Alexandre Archipenko[54].

### Cette année-là
- Max Ernst découvre des tableaux de De Chirico reproduits dans une revue et commence ses collages surréalistes.
Il est exclu du groupe d'artistes de la Jeune Rhénanie pour « anarchisme provocant. »
Il tente d'éditer une publication communisante vite interdite par les autorités françaises d'occupation.
Il rend visite au peintre Paul Klee[57].

- À New York, publication du premier numéro de la revue TNT que dirige Man Ray[58].

- De la plateforme d'un autobus, André Breton aperçoit dans la vitrine du marchand d'art Paul Guillaume, l'œuvre de Giorgio De Chirico Le Cerveau de l'enfant. Breton saute de l'autobus et, à force d'insistance, parviendra à acheter le tableau[59].

- Johannes Baader publie Buch des Weltfriedens (Livre de la paix mondiale) en réaction au Traité de Versailles signé le 28 juin 1919[60].

- À Cologne, parution du premier numéro de la revue Bulletin D créée par Johannes Theodor Baargeld et Ernst[61].

### Œuvres
- Louis Aragon
  - Feu de joie, recueil de poèmes avec un frontispice de Pablo Picasso, achevé d'imprimer du 19 décembre[62]
- Céline Arnauld
  - Tournevire, roman[63]
- André Breton
  - Mont de piété, recueil de poèmes, avec deux dessins d'André Derain[64]
  - Usine, poème[65]
- Paul Citroen
  - Metropolis, collage : première version[66]
- Giorgio De Chirico
  - Mélancolie hermétique[67]
  - Paysage métaphysique, huile sur toile[68]
- Paul Dermée
  - Beautés de 1918. Légende lyrique, couverture et vignettes de Juan Gris[69]
  - Films, contes, soliloques, duodrames, couverture et deux hors-textes de Léopold Survage[70]
- Marcel Duchamp
  - Air de Paris, objet : ampoule de verre, bois[71]
- Max Ernst
  - Aquis submersus, huile sur toile[72]
  - Fiat modes. Pereat ars, lithographies signées Dadamax[73]
  - Fruit d'une longue expérience, assemblage de bois peint[74]
  - La Grande roue orthochromatique, aquarelle et crayon sur feuillets imprimés[75]
  - La Main droite de la centrale Dada, objet[76]
- George Grosz
  - Beauté, je veux te chanter, aquarelle, plume et encre de Chine[77]
  - Le Coupable reste inconnu, dessin et collage[78]
  - Dadabild, encre, photo et collage de textes[79]
  - Germania ohne Hemd, collage[80]
  - Remember uncle August, the unhappy inventor, huile, crayon et collage sur toile[81]
- Raoul Hausmann
  - Tête mécanique dite l'esprit de notre temps, objets divers vissés sur une marotte[82]
- Hannah Höch
  - Coupé au couteau de cuisine (Schnitt mit dem Küchenmesser), photomontage[83]
  - Da-Dandy, photomontage et collage[84]
  - Dada Rundschau, photomontage, gouache et aquarelle sur carton[85]
- Marcel Janco
  - Portrait de Tzara, masque[86]
- Francis Picabia
  - Danse de Saint-Guy (Tabac Rat), assemblage : cadre, corde, étiquette en carton avec inscriptions à l'encre[87]
  - M'amenez-y/LHOOQ (Le Double monde)[88]
  - Le Mouvement Dada, dessin organigramme[89]
  - Pensées sans langage, poèmes[90] : « Un courant condensateur désaimante l'étincelle / un vide égal à la somme des énergies hors d'usage / une caresse me ramène la voir / ses mains battent comme un cœur / sur l'idole grasse aux yeux luisants / la peau poésie accaparée / sourit comme un jeune homme / qui vient d'être présenté / et discret comme un étalage pauvre. »
  - Petite solitude au milieu des soleils, huile sur toile[91]
- Man Ray
  - Composition avec clé et triangles, aérographe[92]
  - L'Énigme d'Isidore Ducasse, photo d'une machine à coudre[93] enveloppée d'une couverture en laine, le tout ligoté de ficelle[94]
  - L’Orchestre admirant le cinématographe, peinture à l'aérographe[95]
  - La Volière, aérographie et détrempe sur carton[96]
- Pierre Roy
  - Adrienne pêcheuse, huile sur toile[97]
- Kurt Schwitters
  - Revolving, assemblage : bois, métal, carton, corde, grillage et huile sur toile[98]
- Walter Serner
  - Letzte Lockerung (Demière décontraction), manifeste : « Autour d'une balle de feu circule furieusement une boule d'excréments sur laquelle on vend des bas de soie pour les dames et où l'on estime les œuvres de Gauguin [...] L'art est mort. Vive Dada ! »[99]
- Rudolf Schlichter
  - Überfall im Bordell, huile sur toile[100]
- Philippe Soupault
  - Rose des vents, illustrations de Marc Chagall[101]
- Sophie Taeuber
  - Composition verticale-horizontale à éléments d'objets, huile sur toile[102]
  - Tête Dada, sculpture : bois peint[103]
- Tristan Tzara
  - Bilan[104]
- Jacques Vaché
  - Lettres de guerre, publication posthume préfacée par André Breton[101] : « Modernité aussi donc constante et tuée chaque nuit - Nous ignorons MALLARMÉ, sans haine - mais il est mort - Mais nous ne connaissons plus Apollinaire, ni Cocteau - Car - Nous les soupçonnons de rafistoler du romantisme avec du fil téléphonique, et de ne pas savoir les dynamos. LES Astres encore décrochés ! - c'est ennuyeux - et puis parfois ne parlent-ils pas sérieusement ! Un homme qui croit est curieux. »[105]